# Palau Marcello dei Leoni
El Palau Marcello dei Leoni és un palau de Venècia, situat al barri de San Polo i amb vistes al costat dret del Gran Canal, entre el Rio di San Tomà i el Palau Dolfin.

## Història
El palau, propietat de l'antiga família noble Marcello, és conegut amb el nom de "dei Leoni" per la presència de dos alts relleus de pedra encastats als costats de la porta principal, probablement procedents de l' església de Sant Tomà després de la seva reconstruïda a finals del segle XIV. Pompeo Gherardo Molmenti, autor de diversos llibres sobre història veneciana, hi va viure.

## Arquitectura
L'edifici té un pòrtic a la planta baixa que s'obre a la Fondamenta del Traghetto, on hi ha molts amarradors per a góndoles. Tant a la primera com a la segona planta principal hi ha una finestra trifàl·lica situada a la dreta, mentre que a l'esquerra hi ha un parell de finestres monofàl·lica, totes amb arcs de mig punt, mentre que la tercera planta té quatre obertures sense valor, probablement fruit d'una reforma o elevació més recent.